# رئیس خوب
رئیس خوب (اسپانیایی: El buen patrón‎) یک فیلم کمدی اسپانیایی محصول سال ۲۰۲۱ به کارگردانی و نویسندگی فرناندو لئون د آرانوآ با بازی خاویر باردم است.  این فیلم، روایت یک کارخانه دار کاریزماتیک و کنترل گر را دنبال می‌کند که در زندگی کارمندانش دخالت می‌کند.
این فیلم با ۲۰ نامزدی در سی و ششمین جوایز گویا،برنده ۶ جایزه (بهترین فیلم، کارگردان، بازیگر، فیلمنامه اصلی، موسیقی متن و تدوین)، رکورد دار مراسم شد.
فیلمبرداری آن در اکتبر ۲۰۲۰ در اسپانیا آغاز شد و در دسامبر ۲۰۲۰ به پایان رسید.  این فیلم در موستولس و در بخش هایی از منطقه مادرید فیلمبرداری شده‌است.

## داستان
خولیو بلانکو، مدیرعامل کاریزماتیک و دغل باز یک کارخانه خانوادگی در مقیاس‌ صنعتی در اسپانیا، که در زندگی کارمندان خود دخالت می‌کند تا جایزه ای برای برتری در زمینه کسب و کار به دست آورد.

## بازیگران
- خاویر باردم در نقش خولیو بلانکو
- مانولو سولو در نقش میرالس
- آلمودنا آمور در نقش لیلیانا
- اسکار د لا فوئنته در نقش خوزه
- سونیا آلمارچا در نقش آدلا
- فرناندو آلبیسو در نقش رومن
- طارق رمیلی در نقش خالد
- رافا کاستخون در نقش روبیو
- سلسو بوگالو در نقش فورچون
- فرانسزگ اوریا در نقش الخاندرو
- مارتین پائِس در نقش سالو
- یائل بیلیشا در نقش اینس
- مارا گیل در نقش آرورا
- نائو آلبت به عنوان آلبرت
- ماریا د ناتی در نقش آنجلا
- گابریلا فلورس
- دانیل ایبانیس

## انتشار
این فیلم نخستین بار در جشنواره بین‌المللی فیلم سن سباستین در ۲۱ سپتامبر ۲۰۲۱ به نمایش درآمد. در ۱۵ اکتبر ۲۰۲۱ در اسپانیا به نمایش درآمد. این فیلم با درآمد ۳۲۷۸۰۲۱ یورو و بیش از پانصدهزار بیننده در سال ۲۰۲۱ چهارمین فیلم پرفروش اسپانیایی در بازار داخلی در سال ۲۰۲۱ شد.
گروه رسانه ای کوهن جواز پخش فیلم در ایالات متحده را به دست آورد. این فیلم توسط Bim توزیع شد و در ۲۳ دسامبر ۲۰۲۱ در ایتالیا با نام Il capo perfetto اکران شد. 
رئیس خوب به عنوان فیلم افتتاحیه سی و نهمین جشنواره فیلم میامی (۴ مارس ۲۰۲۲) معرفی شد.

## بازخورد
این فیلم بر اساس ده نقد در سایت راتن تومیتوز به امتیاز ۹۰ درصد دست یافت.
ورایتی نقد مثبتی به فیلم داد. 
جردن مینتزر از هالیوود ریپورتر نیز نقد مثبتی به فیلم داد و نوشت: «با توجه به موضوع نسبتاً سنگین آن، بسیار سرگرم‌کننده است.» 
خاویر زورو از ال اسپانیول این فیلم را بهترین فیلم آرانوا از زمان دوشنبه‌ها در آفتاب و بهترین کمدی اسپانیایی در چند سال اخیر دانست. ژانری که مدتی است تحت سلطه کمدی‌های خانوادگی یا بازسازی عناوین بین‌المللی است.
راکل هرناندز لوجان از هابی کانسولاس به فیلم  امیتاز ۹۰ از ۱۰۰  داد و آن را «عالی» دانست و «فیلمنامه صریح»، بازیگردانی و میزانسن آن را تحسین کرد.
کویم کاساس  از ال پریودیکو دی کاتالونیا این فیلم را «یک تراژیک کمدی خوب از نقد اجتماعی می‌داند که می‌تواند همتای دوشنبه‌ها در آفتاب باشد».